# Baugeld
Baugeld stellt in Deutschland einen Rechtsbegriff aus dem Gesetz über die Sicherung der Bauforderungen (GSB/BauFordSiG) dar. Nach Paragraf 1 Absatz 3 sind darunter unter anderem Geldbeträge zu verstehen, die – anders als bei einem Privatkredit – „der Empfänger von einem Dritten für eine in Zusammenhang mit der Herstellung des Baues oder Umbaus stehende Leistung erhalten hat.“ An der Leistung müssen dabei auch weitere Nachunternehmer beteiligt sein. Beim Baugeld handelt es sich sowohl um Eigenkapital als auch um Fremdkapital. Im deutschen Sprachraum wird in der Regel unter dem Begriff das Geld gemeint, das zum Bauen zusätzlich erforderlich ist und in der Regel durch eine Immobilienfinanzierung aufgebracht wird, also die Kreditsumme.
Das Baugeld kann für Neubauten oder den Erwerb von Grundstücken und Wohneigentum verwendet werden. Baugelder werden häufig in Form von Annuitätendarlehen an Kreditnehmer vergeben. Bei der Wahl eines Anbieters von Baugeldern (Banken, Vermittler und Versicherer) ist es unabhängig von der Darlehensform wichtig auf die Bauzinsen zu achten. Schon kleine Unterschiede können das Baugeld teuer machen.